# 서울강월초등학교
서울강월초등학교는 대한민국 서울특별시 양천구 신월동에 있는 공립 초등학교이다.

## 학교 연혁
- 1988년 5월 6일: 개교
- 1988년03월07일: 초대 송명식 교장 취임
- 1998년03월01일: 강서교육청 학교경영 우수학교 표창
- 1999년12월22일: 체육활동 우수교 교육부장관 표창
- 2000년09월10일: 과학교육 우수교 강서교육장 표창
- 2007년12월20일: 학교경영우수학교 표창
- 2007년12월20일: 자기관리능력신장 시범학교 지정
- 2008년10월10일: 자기관리능력신장 시범학교 운영 발표
- 2008년12월01일: 자기관리능력신장 시범학교 재지정
- 2009년09월01일: 제 8대 조은희 교장 부임
- 2009년09월24일: 자기관리신장 시범학교 2차년도 운영 발표
- 2010년10월22일: 자전거문화교육 시범학교 공개
- 2010년11월01일: 인성교육 우수학교 교육장 표창
- 2010년12월30일: 학교경영 우수학교 교육장 표창
- 2011년02월10일: 자전거문화교육 시범학교 재지정
- 2011년09월28일: 자전거문화교육 시범학교 2차년도 공개
- 2011년12월05일: 학부모지원사업 우수학교 교육부장관 표창
- 2012년01월20일: 2011 바른인성교육 우수학교 교육감 표창
- 2012년12월20일: 2012 교육과정 우수학교 교육감표창
- 2012년12월28일: 2010-2012 학교평가 우수학교 교육감표창
- 2013년03월01일: 학교문화개선 연구학교
- 2013년09월01일: 제9대 남기열 교장 부임
- 2013년12월30일: 교육과정 우수학교 교육장 표창
- 2014년01월24일: 학교문화개선연구학교 교육부장관 표창
- 2017년03월02일: 제10대 문상희 교장 부임

## 참고 자료
- 서울강월초등학교 - 한국교육학술정보원 학교알리미